# جون كورو
جون كورو (بالإنجليزية: John Curro)‏ هو موزع أسترالي، ولد في 6 ديسمبر 1932 في كيرنز في أستراليا.